# Леон (Айова)
Леон (англ. Leon) — місто (англ. city) в США, в окрузі Декатур штату Айова. Населення — 1822 особи (2020).

## Географія
Леон розташований за координатами 40°44′29″ пн. ш. 93°45′20″ зх. д. / 40.74139° пн. ш. 93.75556° зх. д. (40.741341, -93.755571).  За даними Бюро перепису населення США в 2010 році місто мало площу 8,24 км², з яких 8,22 км² — суходіл та 0,02 км² — водойми.

## Демографія
Згідно з переписом 2010 року, у місті мешкало 1977 осіб у 826 домогосподарствах у складі 482 родин. Густота населення становила 240 осіб/км².  Було 952 помешкання (116/км²).
Расовий склад населення:
| - 98,1 % — білих - 0,7 % — чорних або афроамериканців - 0,6 % — азіатів - 0,3 % — корінних американців |

До двох чи більше рас належало 0,3 %. Частка іспаномовних становила 2,0 % від усіх жителів.
За віковим діапазоном населення розподілялося таким чином: 25,3 % — особи молодші 18 років, 54,3 % — особи у віці 18—64 років, 20,4 % — особи у віці 65 років та старші. Медіана віку мешканця становила 40,2 року. На 100 осіб жіночої статі у місті припадало 90,1 чоловіків;  на 100 жінок у віці від 18 років та старших — 81,1 чоловіків також старших 18 років.
Середній дохід на одне домашнє господарство  становив 47 999 доларів США (медіана — 36 172), а середній дохід на одну сім'ю — 60 466 доларів (медіана — 48 021). Медіана доходів становила 32 875 доларів для чоловіків та 30 227 доларів для жінок. За межею бідності перебувало 22,3 % осіб, у тому числі 22,2 % дітей у віці до 18 років та 17,0 % осіб у віці 65 років та старших.
Цивільне працевлаштоване населення становило 792 особи. Основні галузі зайнятості: освіта, охорона здоров'я та соціальна допомога — 32,6 %, виробництво — 15,2 %, роздрібна торгівля — 14,0 %.